# GSTO1
GSTO1‏ (Glutathione S-transferase omega 1) هوَ بروتين يُشَفر بواسطة جين GSTO1 في الإنسان.